# Timónino
Timónino (en rus: Тимонино) és un poble (un khútor) de l'óblast de Saràtov, a Rússia, segons el cens del 2010 tenia 14 habitants. Pertany al districte municipal d'Ozinki.